# Torneig d'escacs de París de 1867

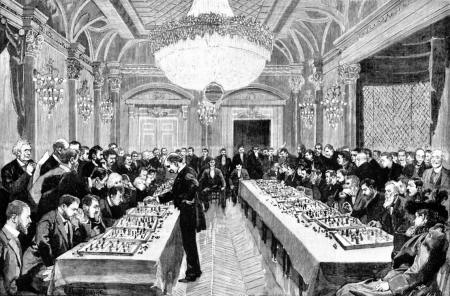
Exhibició de simultànies de Samuel Rosenthal a París, 1867. Un altre dels actes escaquístics paral·lels a l'Exposició Universal

El Torneig de Paris de 1867 fou un dels primers grans torneigs d'escacs que es van organitzar. Al segle xix, havia sorgit el nou fenomen de les Exposicions Universals, esdeveniments on es mostraven els progressos tècnics, i durant la segona part del segle se'n varen celebrar deu. Coincidint amb les exposicions, en set ocasions es va celebrar conjuntament un torneig internacional d'escacs (Londres 1851, Londres 1862, Paris 1867, Viena 1873, Filadèlfia 1876, París 1878, i París 1900).
El torneig de Paris 1867 se celebrà al Grand Cercle, al número 10 del boulevard de Montmartre, París, del 4 de juny a l'11 de juliol. Hi varen participar tretze jugadors, a doble ronda. Les taules comptaven zero, i hi havia un límit de temps de sis minuts per jugada.
Els premis foren per a Ignatz von Kolisch (5000 Francs), Szymon Winawer (2500 F), Wilhelm Steinitz (2000 F), Gustav Neumann (1500 F), Cecil Valentine de Vère (1500 F), Jules Arnous de Rivière (1000 F). Els primers quatre classificats obtingueren també un gerro de porcellana de Sèvres.
Aquest fou el quadre de creuaments i resultats:

| #  | Jugador                    | País                           | 1   | 2   | 3   | 4   | 5   | 6   | 7   | 8   | 9   | 10  | 11  | 12  | 13  | Total |
| 1  | Ignatz von Kolisch         | Àustria-Hongria / ( Àustria)   |     | 0 1 | r 1 | 0 1 | 1 1 | 1 1 | 1 1 | 1 1 | r 1 | 1 1 | 1 1 | 1 1 | 1 1 | 20.0  |
| 2  | Szymon Winawer             | Imperi Rus / ( Polònia)        | 1 0 |     | 0 1 | 0 1 | 1 1 | 1 1 | 1 1 | 1 1 | r 1 | 1 1 | 1 1 | 1 1 | 1 0 | 19.0  |
| 3  | Wilhelm Steinitz           | Àustria-Hongria / ( Bohèmia)   | r 0 | 1 0 |     | r 0 | 1 1 | 1 1 | r 1 | 1 1 | 1 1 | 1 1 | 1 1 | 1 1 | 1 1 | 18.0  |
| 4  | Gustav Richard Neumann     | Prússia / ( Silèsia)           | 1 0 | 1 0 | r 1 |     | r 1 | 1 1 | 1r  | 1 1 | 0 r | 1 1 | 1 1 | 1 1 | 1 1 | 17.0  |
| 5  | Cecil Valentine de Vère    | Regne Unit / ( Escòcia)        | 0 0 | 0 0 | 0 0 | r 0 |     | 0 1 | 1 1 | 1 1 | 0 1 | 1 1 | 1 1 | 1 1 | 1 1 | 14.0  |
| 6  | Jules Arnous de Rivière    | França                         | 0 0 | 0 0 | 0 0 | 0 0 | 1 0 |     | 1 1 | 1 0 | 1 1 | 1 1 | 1 r | 0 0 | 1 1 | 11.0  |
| 7  | Celso Golmayo Zúpide       | Espanya / ( Cuba)              | 0 0 | 0 0 | 0 0 | 0 0 | 0 0 | 0 1 |     | 0 1 | 1 1 | 0 0 | 1 1 | 1 1 | 1 1 | 10.0  |
| 8  | Hieronim Ignacy Czarnowski | França / ( Polònia)            | 0 0 | 0 0 | r 0 | 0 r | 0 0 | 0 0 | 1 0 |     | 1 1 | 1 1 | 0 1 | 1 0 | 1 1 | 9.0   |
| 9  | Samuel Rosenthal           | França /                       | r 0 | r 0 | 0 0 | 1 r | 1 0 | 0 0 | 0 0 | 0 0 |     | 0 r | 0 0 | 1 1 | 1 1 | 6.0   |
| 10 | Samuel Loyd                | Estats Units / ( Pennsilvània) | 0 0 | 0 0 | 0 0 | 0 0 | 0 0 | 0 0 | 0 0 | 1 1 | 1 r |     | 1 1 | 0 0 | 1 0 | 6.0   |
| 11 | Emile d'André[4]           | França                         | 0 0 | 0 0 | 0 0 | 0 0 | 0 0 | 0 r | 1 0 | 0 0 | 1 1 | 0 0 |     | 1 1 | 1 0 | 6.0   |
| 12 | Martin Severin From        | Dinamarca                      | 0 0 | 0 0 | 0 0 | 0 0 | 0 0 | 1 1 | 0 1 | 0 0 | 0 0 | 1 1 | 0 0 |     | 0 0 | 5.0   |
| 13 | Eugène Rousseau            | França                         | 0 0 | 0 1 | 0 0 | 0 0 | 0 0 | 0 0 | 0 0 | 0 0 | 0 0 | 0 1 | 0 1 | 1 1 |     | 5.0   |